# Rosaria Butterfield

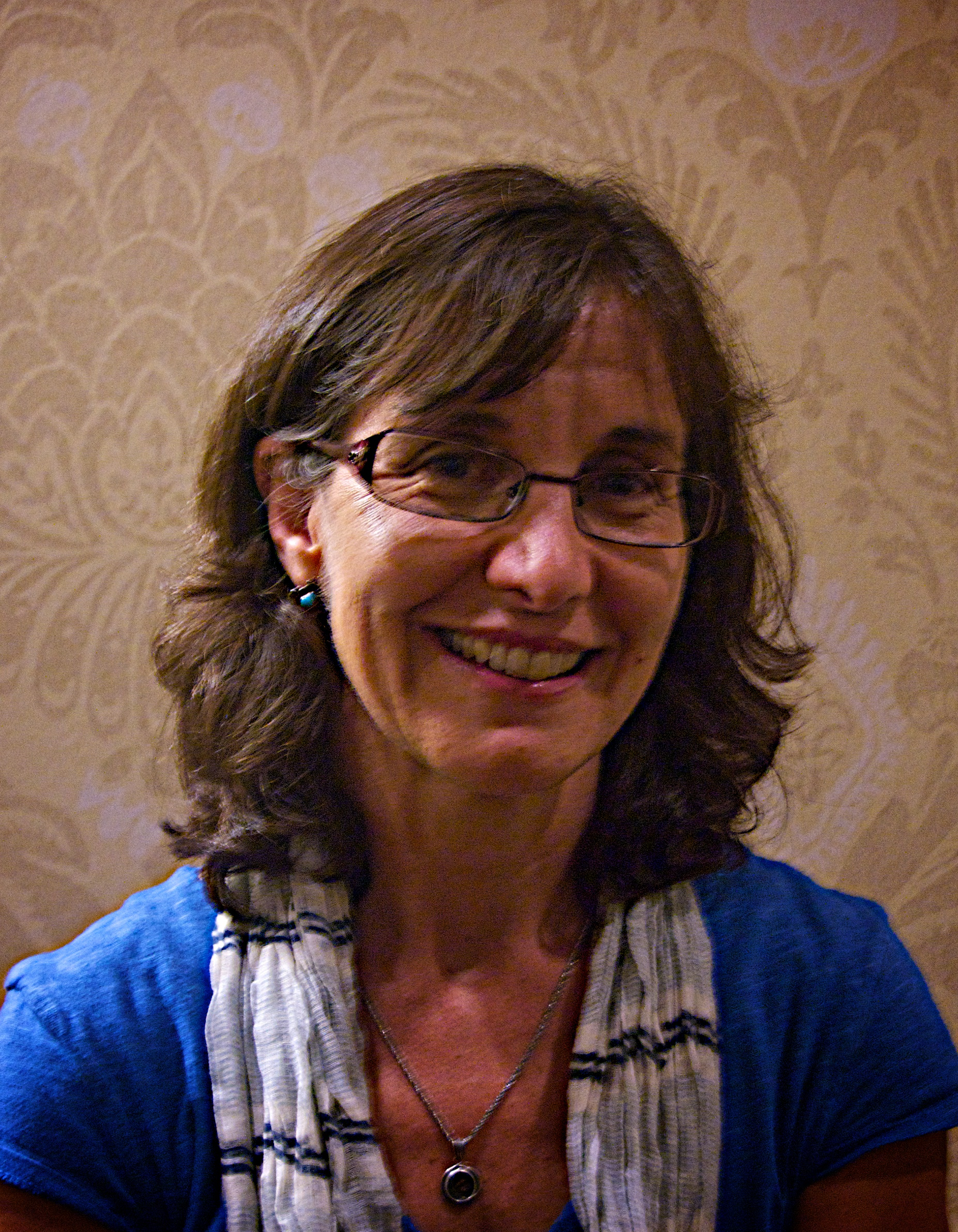

Rosaria Champagne Butterfield (* 1962) ist eine amerikanische Schriftstellerin, Rednerin und ehemalige Professorin für Englisch an der Syracuse University im US-Bundesstaat New York.

## Leben
Butterfield, die an der Ohio State University in englischer Literatur promoviert hat, war von 1992 bis 2002 am Fachbereich Englisch und am Programm für Frauenstudien der Syracuse University tätig. Während ihrer akademischen Laufbahn veröffentlichte sie das Buch The Politics of Survivorship: Incest, Women's Literature, and Feminist Theory sowie zahlreiche wissenschaftliche Artikel. Ihr akademisches Interesse galt vor allem der feministischen Theorie, der Queer-Theorie und der britischen Literatur des 19. Jahrhunderts. 1999 wurde ihr die Lehrbefugnis verliehen, im selben Jahr, in dem sie zum Christentum konvertierte. Im Jahr 2001 heiratete sie.

### Autobiographie
Als Kind besuchte Butterfield überwiegend liberale katholische Schulen. Heute ist sie vor allem durch ihre Autobiografie The Secret Thoughts of an Unlikely Convert: An English Professor's Journey into the Christian Faith (Die Reise einer Englischprofessorin zum christlichen Glauben) bekannt. Darin beschreibt sie ihre Umorientierung von einer Postmodernen zu einem bibelgläubigen Christ. Fast ein Jahrzehnt lang lebte sie als offen lesbische Aktivistin. Während ihrer Recherchen über die religiöse Rechte und deren „Hasspolitik“ gegen die queere Gemeinschaft schrieb sie einen Artikel, in dem sie die evangelikale Organisation Promise Keepers kritisierte. Ken Smith, der damalige Pastor der Syracuse Reformed Presbyterian Church, schrieb ihr wegen dieses Artikels und lud sie zum Abendessen ein. Zwei Jahre später konvertierte Butterfield zum evangelischen Christentum.
Heute spricht sie häufig in Kirchen und Universitäten über ihre Erfahrungen. Sie hat am Geneva College gelehrt. Heute lebt sie in Durham, North Carolina, mit ihrem Mann Kent Butterfield, einem Pastor, und ihren Kindern.

### Gastfreundschaft
Eines der Markenzeichen von Butterfields Schriften ist die Konzentration auf das, was sie „radikal gewöhnliche“ christliche Gastfreundschaft nennt. Da sie selbst von dieser Praxis profitiert hat, schreibt sie: „Für mich ist die Gastfreundschaft der Nullpunkt des christlichen Glaubens“. Sie unterscheidet dies von der Bewirtung von Gästen: „Bei der falschen Gastfreundschaft gibt es eine sehr feste Beziehung zwischen Gastgeber und Gast. In der christlichen Gastfreundschaft ist es eine sehr fließende Beziehung.“ In einem Interview sagte sie: „In der Vergangenheit haben [Christen] ihre Grenzen nach ihrem Scheckbuch und ihrem Kalender festgelegt. In einer nachchristlichen Welt sind wir aufgerufen, sie nach dem Blut Christi zu setzen“. Butterfield ermutigt die Christen, „nahe genug heranzugehen, um die Hand des Fremden in die Hand des Erlösers zu legen“, und dass „es weh tut, aber gut ist. Und der Herr rüstet aus“.

### Umkehr
In vielen ihrer Bücher und Interviews betont Butterfield die Bedeutung der Buße für das christliche Leben und verweist auf Beispiele von Puritanern wie Thomas Watson und John Owen. Sie erklärt, dass die Puritaner „ihre Sünde zu hassen wussten, ohne sich selbst zu hassen, weil sie verstanden, dass die Gnade Christi eine allgegenwärtige Person ist, eine Person, die unsere Situation und unsere Bedürfnisse besser versteht als wir selbst“. Unter Berufung auf Kolosser 3,1 und 3,5 schreibt sie: „Wir sind aufgerufen, nicht zu verzweifeln, sondern auf Christus zu hoffen und jeden Tag einen neuen Nagel in unsere Wahlsünde zu schlagen.“ In ihrer Autobiografie schreibt sie, dass „Umkehr eine größere Vertrautheit mit Gott erfordert als mit unserer Sünde. Wie viel größer? Etwa so groß wie ein Senfkorn. Umkehr erfordert, dass wir uns Jesus nähern, egal was passiert. Und manchmal müssen wir alle auf Händen und Knien dorthin kriechen.“

### Ansichten
Butterfield bezeichnet sich selbst nicht als „ex-gay“ und ist der Meinung, dass sich Christen, die sich von gleichgeschlechtlichen Menschen angezogen fühlen, nicht als schwule Christen bezeichnen sollten, da „die Aufgabe des Adjektivs darin besteht, das Substantiv zu verändern“. Butterfield hat Konversionstherapien für deren zugrundeliegenden Ansatz kritisiert, dass „das primäre Ziel des Christentums [sei], Homosexualität durch Heterosexualität zu beheben“ und dass dabei verkannt wird, „dass Reue und Sieg über die Sünde Gottes Gaben sind und […] dass Söhne und Töchter des Königs vollwertige Mitglieder des Leibes Christi sein und dennoch mit sexueller Versuchung zu kämpfen haben können“. In der Vergangenheit hat Butterfield die Auffassung geäußert, dass die Fixierung der Konversionstherapie auf die „Heilung“ von Homosexuellen eine Version des Wohlstandsevangeliums sei. Inzwischen hat sie diese Aussage präzisiert und klargestellt, dass sich ihre Kritik auf die Art von Beratung bezieht, die der Heiligung Vorrang vor der Rechtfertigung einräumt.
Als ehemalige Freud-Schülerin bezeichnet Butterfield die sexuelle Orientierung als eine „Erfindung des 19. Jahrhunderts“ und einen „Kategorienfehler“, der der biblischen Anthropologie widerspricht. Sie vertritt die Auffassung, dass „schwul sein vielleicht bedeutet, wie sich jemand fühlt, aber es kann niemals bedeuten, wer jemand von Natur aus ist“, und sie hat der Side-B-Bewegung vorgeworfen, die sexuelle Orientierung als ontologisch korrekte Kategorie anzunehmen und damit „die moralische Sprache der Linken zu überlassen“ und das Evangelium zu verfälschen.

## Veröffentlichungen (chronologisch gereiht)
- Crimes of Reading: Incest and Censorship in Mary Shelley's Early Novels (Doktorarbeit, 1992).
- The Politics of Survivorship: Incest, Women's Literature, and Feminist Theory (New York University Press, New York, 1996).
- The Secret Thoughts of an Unlikely Convert: An English Professor's Journey into the Christian Faith (Crown & Covenant, Pittsburgh, 2012).
- Openness Unhindered: Further Thoughts of an Unlikely Convert on Sexual Identity and Union with Christ (Crown & Covenant, Pittsburgh, 2015).
- The Gospel Comes with a House Key: Practicing Radically Ordinary Hospitality in Our Post-Christian World (Crossway, Wheaton, 2018).
  - Offene Türen öffnen Herzen: Radikal einfache Gastfreundschaft in einer nachchristlichen Welt (CV Dillenburg, Dillenburg, 2021).
- Five Lies of Our Anti-Christian Age (Crossway, Wheaton, 2023).
  - Fünf Lügen unserer Zeit (CV Dillenburg/Verbum Medien, Dillenburg/Bad Oeynhausen, 2024).